# Lidia Shulaykina
Lidia Ivánovna Shulaykina (en ruso: Лидия Ивановна Шулайкина; Oréjovo-Zúyevo, Imperio ruso, 15 de marzojul./ 28 de marzo de 1915greg. - Moscú, Rusia, 22 de junio de 1995) fue una de las pocas mujeres piloto de Ilyushin Il-2 y la única mujer piloto de ataque a tierra en la aviación naval durante la Segunda Guerra Mundial. En 1993 recibió el título de Héroe de la Federación de Rusia.

## Biografía

### Infancia y juventud
Lidia Shulaykina nació el 28 de marzo de 1915, en la localidad de Oréjovo-Zúyevo, cerca de Moscú, en el seno de una familia rusa. Después de completar su séptimo grado en la escuela local en 1930, asistió al Colegio Industrial y Pedagógico de Moscú, donde se graduó en 1933. Desde entonces, trabajó como maestra de escuela hasta 1939, después trabajó como instructora de vuelo a tiempo completo. Mientras era maestra, se formó en el club de vuelo local de la asociación paramilitar OSOAVIAJIM (Unión de Sociedades de Asistencia para la Defensa, la Aviación y la Construcción Química de la Unión Soviética). se graduó en 1937 y luego trabajó como instructora de vuelo, puesto que compaginó con su trabajo en la enseñanza.
Después de que su esposo Serguéi Kiryusjin se graduara en la escuela de vuelo de Kachin y fuera enviado al Cáucaso, se mudó con él y dio a luz a su hija Tamara en 1940. Hasta mayo de 1941 trabajó para la Flota Aérea Civil en Abjasia, después de lo cual enseñó brevemente a pilotos en un club aéreo en el área de Moscú. Sin embargo, pronto tuvo que mudarse nuevamente, cuando la escuela de vuelo tuvo que trasladarse a Udmurtia después de la invasión alemana de la Unión Soviética.

### Segunda Guerra Mundial

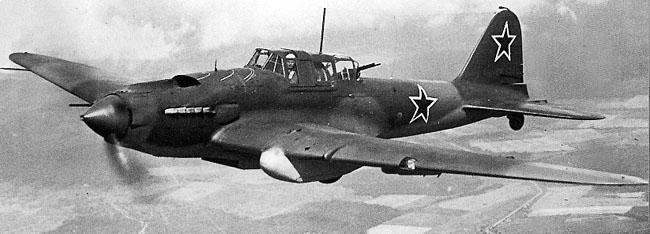
Avión de ataque a tierra Ilyushin Il-2 Sturmovik, este modelo de avión fue el que Shulaykina utilizó durante la guerra

Poco después de recibir un aviso de que su esposo había muerto en combate en 1942 se ofreció como voluntaria para el ejército y originalmente fue asignada como instructora de vuelo, pero después de repetidas solicitudes para ser enviada al frente, la enviaron a aprender a volar en el avión de ataque a tierra Ilyushin Il-2 en lal 3.ª Escuela de Aviación Naval, de donde se graduó en agosto de 1944. Desde entonces hasta mayo de 1945 sirvió en el 7.º Regimiento de Aviación de Ataque de la Guardia bajo el mando del dos veces Héroe de la Unión Soviética Alekséi Mazurenko. Vio un duro combate en la batalla de Königsberg; en total, realizó 30 incursiones en el Il-2, destruyendo con éxito varias embarcaciones e infligiendo daños en objetivos importantes. En ese momento, era la única mujer piloto de ataque a tierra en la aviación naval soviética.

### Posguerra
Después de la guerra, permaneció durante diez años en la Fuerza Aérea Soviética, desde julio de 1947 hasta septiembre de 1951 se convirtió en piloto de un avión de transporte Lisunov Li-2, volando con el 81.º Escuadrón de Aviación de Transporte Independiente y luego con el 65.º Regimiento de Aviación de Transporte Independiente hasta que dejó el ejército en 1955.
Después de retirarse del servicio activo se mudó a Moscú con su segundo esposo, con quien se casó en 1949, trabajó como maestra de economía doméstica en una escuela secundaria y luego como maestra de inglés después de graduarse de la facultad de idiomas extranjeros de la Universidad Pedagógica Estatal de Moscú. En 1990 se retiró de la docencia antes de fallecer el 22 de junio de 1995, fue enterrada en el Cementerio Golovinskoye en Moscú.

## Promociones
- Subteniente (9 de abril de 1943),
- Teniente (11 de noviembre de 1944),
- Teniente primero (26 de noviembre de 1947).

## Condecoraciones

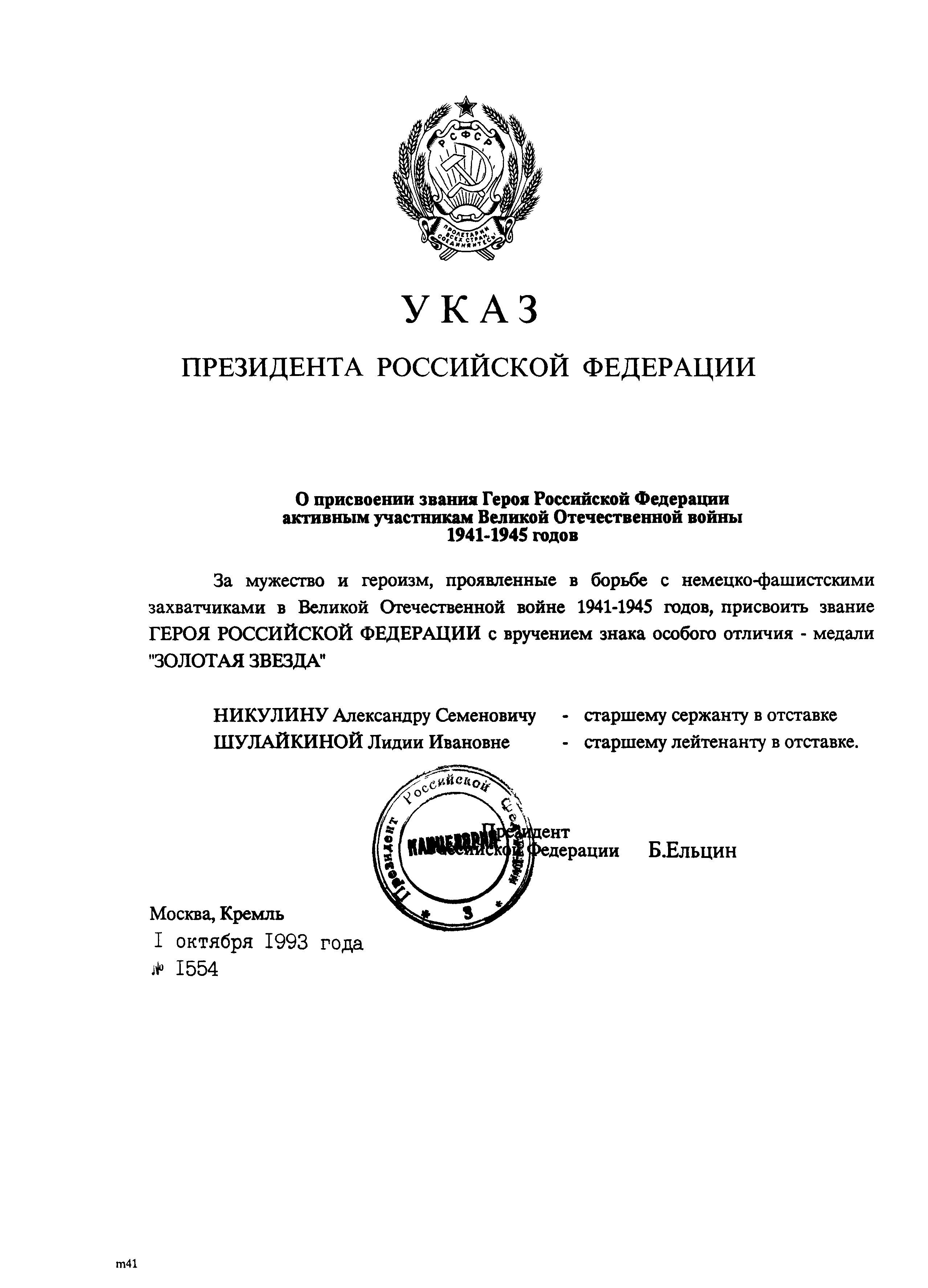
Documento de concesión del título de Héroe de la Federación de Rusia a Lidia Shulaykina

A lo largo de su carrera militar Lidia Shulaykina recibió las siguientes condecoracionesː
- Héroe de la Federación de Rusia (1 de octubre de 1993)
- Orden de la Bandera Roja, dos veces (1 de noviembre de 1944, 23 de mayo de 1945).
- Orden de la Guerra Patria de 1.er grado (6 de noviembre de 1985).
- Medalla por el Servicio de Combate (26 de febrero de 1953).
- Medalla Conmemorativa por el Centenario del Natalicio de Lenin
- Medalla por la Victoria sobre Alemania en la Gran Guerra Patria 1941-1945
- Medalla Conmemorativa del 20.º Aniversario de la Victoria en la Gran Guerra Patria de 1941-1945
- Medalla Conmemorativa del 30.º Aniversario de la Victoria en la Gran Guerra Patria de 1941-1945
- Medalla Conmemorativa del 40.º Aniversario de la Victoria en la Gran Guerra Patria de 1941-1945
- Medalla Conmemorativa del 50.º Aniversario de la Victoria en la Gran Guerra Patria de 1941-1945
- Medalla al Trabajador Veterano
- Medalla por la Conquista de Königsberg (1945)
- Medalla del 30.º Aniversario de las Fuerzas Armadas de la URSS
- Medalla del 40.º Aniversario de las Fuerzas Armadas de la URSS
- Medalla del 50.º Aniversario de las Fuerzas Armadas de la URSS
- Medalla del 60.º Aniversario de las Fuerzas Armadas de la URSS
- Medalla del 70.º Aniversario de las Fuerzas Armadas de la URSS